# 제이크 레이시
제이크 레이시(Jake Lacy, 1985년 2월 14일 ~ )는 미국의 배우이다.

## 출연 작품
- 미스 슬로운
- 램페이지 - 브렛 와이든 역
- 쟈니 잉글리쉬 3